# Andreas Pelikan

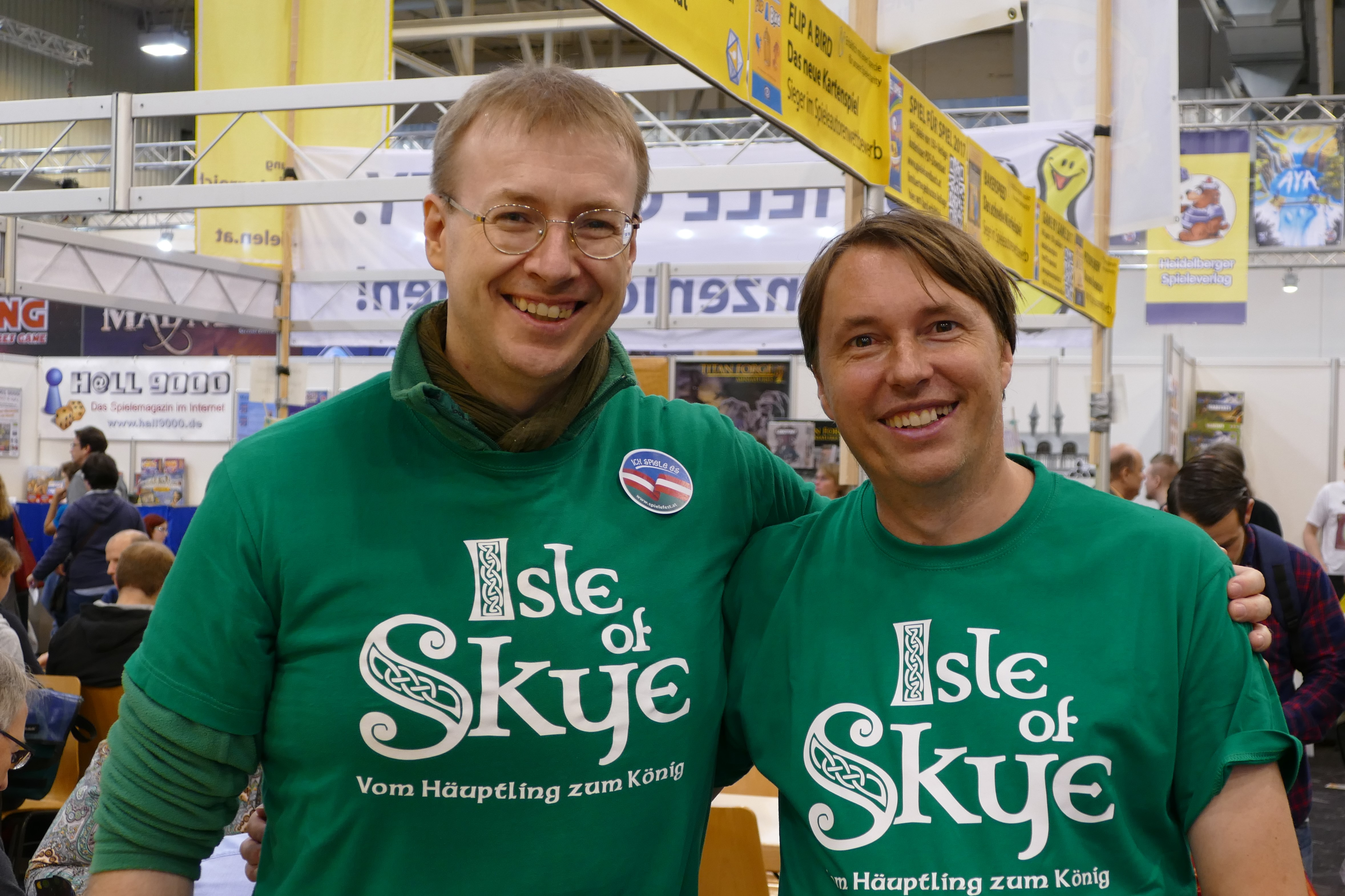
Andreas Pelikan (links) und Alexander Pfister auf den Internationalen Spieltagen SPIEL 2016 in Essen.

Andreas Pelikan (* 1973) ist ein österreichischer Spieleautor.
Das im März 2008 bei alea/Ravensburger veröffentlichte Spiel Wie verhext! des in Wien lebenden Programmierers wurde für das Spiel des Jahres 2008 nominiert und erreichte den zweiten Platz beim À-la-carte-Kartenspielpreis 2008. 2015 gewann das gemeinsam mit Alexander Pfister entwickelte Spiel Broom Service die Auszeichnung Kennerspiel des Jahres, 2016 gewann das ebenfalls von diesem Autorenduo entwickelte Spiel Isle of Skye: Vom Häuptling zum König diesen Preis.

## Ludographie (Auswahl)
- 2007: Fangfrisch (Queen Games)
- 2008: Wie verhext (Ravensburger/Alea)
- 2010: Monster auf der Flucht (Heidelberger Spieleverlag)
- 2012: Die GulliPiratten: Der Schrecken der Kanalisation (Heidelberger Spieleverlag)
- 2012: Meins (mit Alexander Pfister; amigo)
- 2015: Broom Service (mit Alexander Pfister; Ravensburger/Alea)
- 2015: Isle of Skye: Vom Häuptling zum König (mit Alexander Pfister; Lookout Games)
- 2016: Broom Service: Das Kartenspiel (mit Alexander Pfister; Ravensburger/Alea)
- 2017: Isle of Skye: Wanderer [Erweiterung] (mit Alexander Pfister; Lookout Games)
- 2018: Isle of Skye: Druiden [Erweiterung] (mit Alexander Pfister; Lookout Games)
- 2019: Mopsen (2019; HUCH!)

## Auszeichnungen
- Spiel des Jahres
  - Wie verhext!: nominiert 2008
- Kennerspiel des Jahres
  - Broom Service: Gewinner 2015
  - Isle of Skye: Vom Häuptling zum König: Gewinner 2016
- À-la-carte-Kartenspielpreis
  - Fangfrisch (Queen Games): 7. Platz 2007
  - Wie verhext!: 2. Platz 2008